# Рохас, Марко
Ма́рко Родри́го Ро́хас (англ. и исп. Marco Rodrigo Rojas; 5 ноября 1991, Гамильтон) — новозеландский футболист, атакующий полузащитник австралийского клуба «Мельбурн Виктори» и сборной Новой Зеландии.

## Клубная карьера
Марко Рохас — воспитанник клуба «Уаикато», в составе которого выступал на всех возрастных уровнях. 29 июня 2006 года он подписал профессиональный контракт с «Веллингтон Феникс». 13 сентября Марко дебютировал за основной состав команды в матче с «Мельбурн Виктори», проведя на поле 13 минут. Таким образом, Рохас стал вторым по возрасту футболистом клуба, дебютировавшим в первой команде, после Косты Барбарусеса. 18 декабря 2010 года он забил свой первый гол в карьере, отличившись в матче с «Ньюкасл Юнайтед Джетс». 18 февраля 2011 года Марко был признан игроком месяца, а 22 февраля — игроком года в составе «Феникс».
28 февраля в СМИ появилась информация, что Рохас подписал 2-летний контракт с «Мельбурн Виктори». 11 марта трансфер был подтвержден официально.
8 октября Марко дебютировал за новый клуб в игре против «Сиднея». 5 октября 2012 года Рохас забил первый мяч за «Виктори», поразив ворота в дерби с «Мельбурн Харт». 31 марта он забил 15 мяч в рамках А-лиги, принеся своей команде победу над «Веллингтон Феникс» со счетом 3:2 и став лучшим бомбардиром чемпионата Австралии. 15 апреля на церемонии награждения в Сиднее Марко официально был признан лучшим молодым игроком года.
18 апреля Рохас заявил, что не желает продлевать контракт с «Виктори», который заканчивался 30 апреля, мотивируя это решением продолжить свою карьеру в Европе.
8 мая Марко официально перешёл в «Штутгарт», заключив с клубом 4-летний контракт. Помимо швабов, на Рохаса претендовал ещё один немецкий клуб — «Вердер», а также «Ред Булл» из Зальцбурга. Сезон 2013/2014 Рохас почти полностью пропустил из-за травм, сыграв лишь два матча за резервную команду «Штутгарта» в третьей лиге. 21 августа 2014 года он был отдан в аренду на один сезон клубу второй лиги «Гройтер».

## Международная карьера
8 марта 2011 года Рохас был впервые вызван в сборную Новой Зеландии на товарищеские матчи с Китаем и Японией. 25 марта он дебютировал в игре с китайцами, выйдя на замену во втором тайме.

## Статистика
| Сезон   | Клуб              | Лига       | Чемпионат | Чемпионат | Кубок | Кубок | Континт. | Континт. |
| Сезон   | Клуб              | Лига       | Игры      | Голы      | Игры  | Голы  | Игры     | Голы     |
| ------- | ----------------- | ---------- | --------- | --------- | ----- | ----- | -------- | -------- |
| 2009/10 | Веллингтон Феникс | А-лига     | 4         | 0         | —     | —     | ?        | ?        |
| 2010/11 | Веллингтон Феникс | А-лига     | 17        | 2         | —     | —     | ?        | ?        |
| 2011/12 | Мельбурн Виктори  | А-лига     | 24        | 0         | ?     | ?     | —        | —        |
| 2012/13 | Мельбурн Виктори  | А-лига     | 27        | 15        | ?     | ?     | —        | —        |
| 2013/14 | Штутгарт          | Бундеслига | 0         | 0         | 0     | 0     | 0        | 0        |